# Territorial Support Group
Le Territorial Support Group (TSG ou CO20) est une unité rattachée au Central Operations (en) du Metropolitan Police Service (MPS) de Londres. Composé d'environ 790 policiers en 2012, il se spécialise dans la gestion du maintien de l'ordre public. Le TSG a remplacé en 1987 le controversé Special Patrol Group. Les policiers du TSG patrouillent Londres à bord de camionnettes identifiées. Sur l'épaule droite de leur uniforme se trouve un identifiant qui commence par « U ».